# Marengo (zoologia)
Marengo Peckham & Peckham, 1892 è un genere di ragni appartenente alla famiglia Salticidae.

## Distribuzione
Delle sei specie note di questo genere ben cinque sono diffuse nello Sri Lanka; una sola specie, M. deelemanae, è endemica della Thailandia.

## Tassonomia
Non è un sinonimo anteriore di Philates Simon, 1900 come descritto dall'aracnologo Benjamin in uno studio del 2004, contra uno studio dell'aracnologo Wanless del 1978 che ne acclarava la sinonimia.
A maggio 2010, si compone di sei specie:
- Marengo crassipes Peckham & Peckham, 1892[2] — Sri Lanka
- Marengo deelemanae Benjamin, 2004 — Thailandia
- Marengo inornata (Simon, 1900) — Sri Lanka
- Marengo nitida Simon, 1900 — Sri Lanka
- Marengo rattotensis Benjamin, 2006 — Sri Lanka
- Marengo striatipes Simon, 1900 — Sri Lanka

### Specie trasferite
- Marengo canosa (Simon, 1900), ridenominata come Cynapes canosus Simon, 1900 da uno studio dell'aracnologo Benjamin del 2004[1].
- Marengo chelifer Simon, 1900, ridenominata come Philates chelifer (Simon, 1900) da uno studio dell'aracnologo Benjamin del 2004[1].
- Marengo coriacea Simon, 1900, ridenominata come Afromarengo coriacea (Simon, 1900) da uno studio dell'aracnologo Benjamin del 2004[1].
- Marengo courti Zabka, 1999, ridenominata come Philates courti (Zabka, 1999) da uno studio dell'aracnologo Benjamin del 2004[1].
- Marengo grammica (Simon, 1900), ridenominata come Philates grammicus Simon, 1900 da uno studio dell'aracnologo Benjamin del 2004[1].
- Marengo kibonotensis Lessert, 1925, ridenominata come Afromarengo coriacea (Simon, 1900) da uno studio dell'aracnologo Benjamin del 2004[1].
- Marengo lyrifera Wanless, 1978, ridenominata come Afromarengo lyrifera (Wanless, 1978) da uno studio dell'aracnologo Benjamin del 2004[1].
- Marengo platnicki Zabka, 1999, ridenominata come Philates platnicki (Zabka, 1999) da uno studio dell'aracnologo Benjamin del 2004[1].
- Marengo porosa Wanless, 1978, ridenominata come Leikung porosa (Wanless, 1978) da uno studio dell'aracnologo Benjamin del 2004[1].
- Marengo proszynskii Zabka, 1999, ridenominata come Philates proszynskii (Zabka, 1999) da uno studio dell'aracnologo Benjamin del 2004[1].
- Marengo rafalskii Zabka, 1999, ridenominata come Philates rafalskii (Zabka, 1999) da uno studio dell'aracnologo Benjamin del 2004[1].
- Marengo thomsoni Wanless, 1978, ridenominata come Indomarengo thomsoni (Wanless, 1978) da uno studio dell'aracnologo Benjamin del 2004[1].
- Marengo variratae Zabka, 1999, ridenominata come Philates variratae (Zabka, 1999) da uno studio dell'aracnologo Benjamin del 2004[1].